# Almarudit
Almarudit là một khoáng vật silicat vòng, kiềm của mangan, berylli, có công thức hóa học là K([],Na)2(Mn2+,Fe2+,Mg)2(Be,Al)3[Si12O30], hình thành trong môi trường núi lửa của vùng núi Eifel, Đức.